# 弗洛伊德·梅威瑟对康纳·麦格雷戈
弗洛伊德·梅威瑟对康纳·麦格雷戈（英語：Floyd Mayweather Jr. vs. Conor McGregor），被称为金钱之战（The Money Fight），是生涯不败的五个级别世界拳王头衔拥有者弗洛伊德·梅威瑟与终极格斗冠军赛（UFC）双料冠军康纳·麦格雷戈之间的一场职业拳击赛事。比赛于2017年8月26日在美国内华达州天堂市的T-Mobile体育馆举行。
此前，梅威瑟在取得生涯49战全胜后已于2015年宣布退役。不过他于2017年3月表示，只有与麦格雷戈的对决才能让自己复出。此后经过谈判，这场跨界对决最终得以敲定。比赛将在154磅的体重下进行。与此同时进行的还有另外三场主赛与四场前赛。
最終，弗洛伊德·梅威瑟在第10回合技术性击倒康纳·麦格雷戈取得勝利。这也使得梅威瑟取得了50场职业拳击连胜的纪录，一举超越前重量级拳王洛奇·马西阿诺的49连胜，成为史上第一人。比赛结束后，梅威瑟宣布再度退役，而麦格雷戈则表示他会重返拳台，并会回归UFC。

## 结果
1. ↑  IBF初轻量级拳王争夺战（仅Fonseca有资格获得头衔）
2. ↑  WBA轻重量级（常规）拳王争夺战
3. ↑   USBA巡洋舰级拳王争夺战